# Public Enemies
Public Enemies är en amerikansk spelfilm från 2009, regisserad av Michael Mann. Filmen hade premiär den 24 juli 2009 och baseras på Bryan Burroughs bok Public Enemies: America's Greatest Crime Wave and the Birth of the FBI, 1933-43. 
Filmen utspelar sig under Den stora depressionen och handlar om den verklighetsbaserade historien om FBI-agenten Melvin Purvis (Christian Bale) att försöka stoppa brottslingarna John Dillinger (Johnny Depp), Baby Face Nelson (Stephen Graham) och Pretty Boy Floyd (Channing Tatum). I rollen som Dillingers flickvän Billie Frechette ses Marion Cotillard och Giovanni Ribisi spelar Alvin Karpis